# 野徐镇
野徐镇，是中华人民共和国江苏省泰州市高港区下辖的一个乡镇级行政单位。

## 行政区划
野徐镇下辖以下地区：
野徐社区、解家社区、褚雅社区、仲联社区、永丰社区、新联社区、老庄社区和唐家社区。